# Aysha yacupoi
Aysha yacupoi là một loài nhện trong họ Anyphaenidae.
Loài này thuộc chi Aysha. Aysha yacupoi được Antonio D. Brescovit miêu tả năm 1992.